# Parafia Ścięcia św. Jana Chrzciciela i Świętej Trójcy w Budzynku
Parafia pw. Ścięcia Świętego Jana Chrzciciela i Świętej Trójcy w Budzynku – parafia rzymskokatolicka znajdująca się w archidiecezji łódzkiej w dekanacie poddębickim. Mieści się pod numerem 21 w Budzynku. Parafię prowadzą księża archidiecezjalni.